# Bredbyn
Se även Bredbyn, Krokoms kommun.
Bredbyn är en tätort i Örnsköldsviks kommun. 
Orten ligger vid Moälven cirka 40 kilometer nordväst om Örnsköldsvik och cirka 10 kilometer väster om Mellansel.

## Historia
Namnet skrevs år 1535 Breby och år 1542 Bredbyn. I förledet finns adjektivet bred = "vidsträckt". I efterledet by i betydelsen "samling av gårdar".
Bredbyn var och är kyrkby i Anundsjö socken och ingick efter kommunreformen 1862 i Anundsjö landskommun, där Bredbyns municipalsamhälle inrättades 10 juni 1932, som sedan upplöstes 31 december 1952.

### Befolkningsutveckling
| Befolkningsutvecklingen i Bredbyn 1960–2020 | Befolkningsutvecklingen i Bredbyn 1960–2020 | Befolkningsutvecklingen i Bredbyn 1960–2020 | Befolkningsutvecklingen i Bredbyn 1960–2020 | Befolkningsutvecklingen i Bredbyn 1960–2020 |
| ------------------------------------------- | ------------------------------------------- | ------------------------------------------- | ------------------------------------------- | ------------------------------------------- |
|                                             |                                             |                                             |                                             |                                             |
| År                                          |                                             |                                             | Folkmängd                                   | Areal (ha)                                  |
| 1960                                        | 1960                                        |                                             | 998                                         |                                             |
| 1965                                        | 1965                                        |                                             | 972                                         |                                             |
| 1970                                        | 1970                                        |                                             | 1 199                                       |                                             |
| 1975                                        | 1975                                        |                                             | 1 246                                       |                                             |
| 1980                                        | 1980                                        |                                             | 1 412                                       |                                             |
| 1990                                        | 1990                                        |                                             | 1 336                                       | 233                                         |
| 1995                                        | 1995                                        |                                             | 1 318                                       | 235                                         |
| 2000                                        | 2000                                        |                                             | 1 280                                       | 235                                         |
| 2005                                        | 2005                                        |                                             | 1 227                                       | 235                                         |
| 2010                                        | 2010                                        |                                             | 1 186                                       | 234                                         |
| 2015                                        | 2015                                        |                                             | 1 200                                       | 193                                         |
| 2020                                        | 2020                                        |                                             | 1 173                                       | 229                                         |
|                                             |                                             |                                             |                                             |                                             |

## Samhället
Bredbyn är ett villasamhälle och här ligger Anundsjö kyrka.

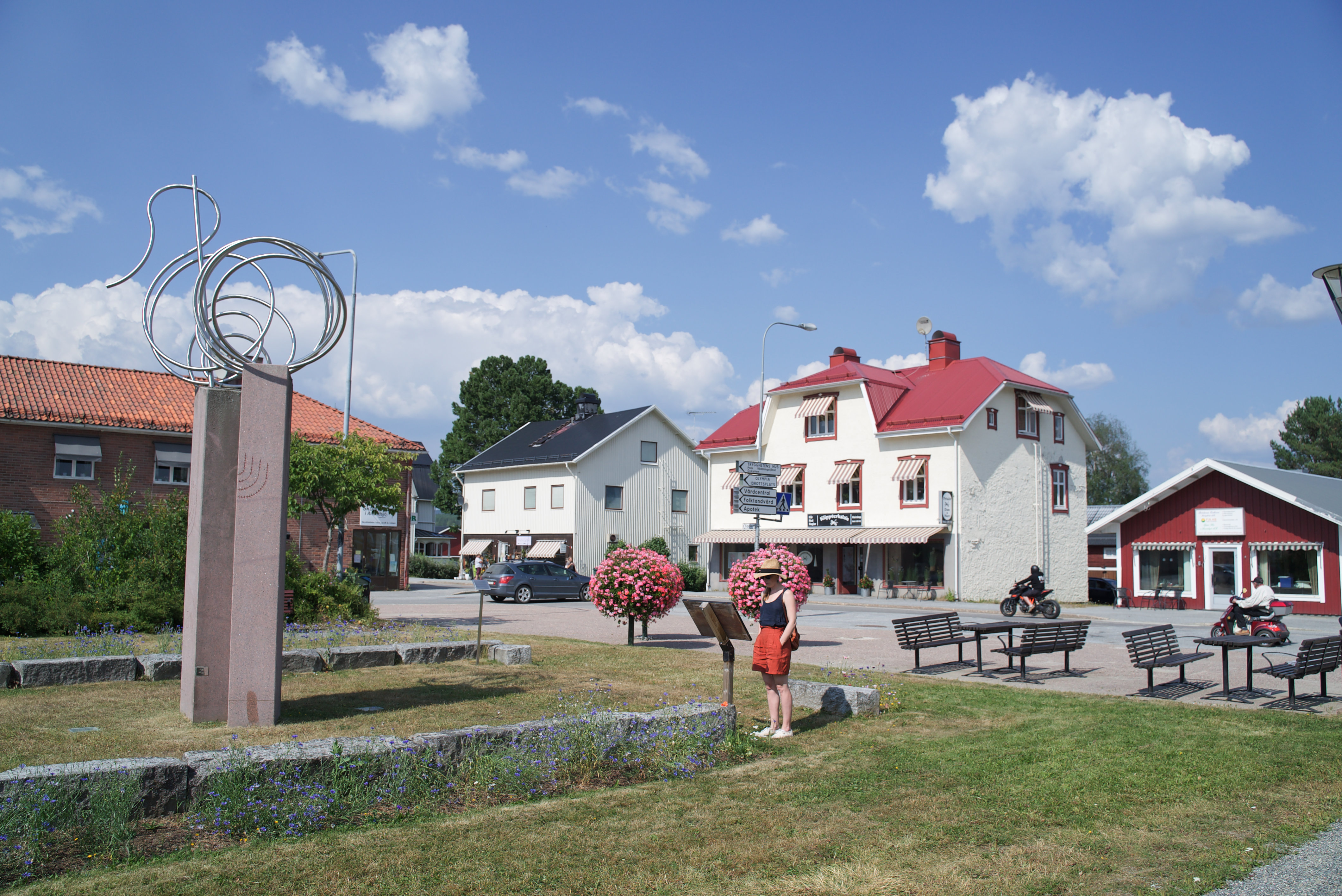
Korsningen Köpmangatan-Olympiavägen.

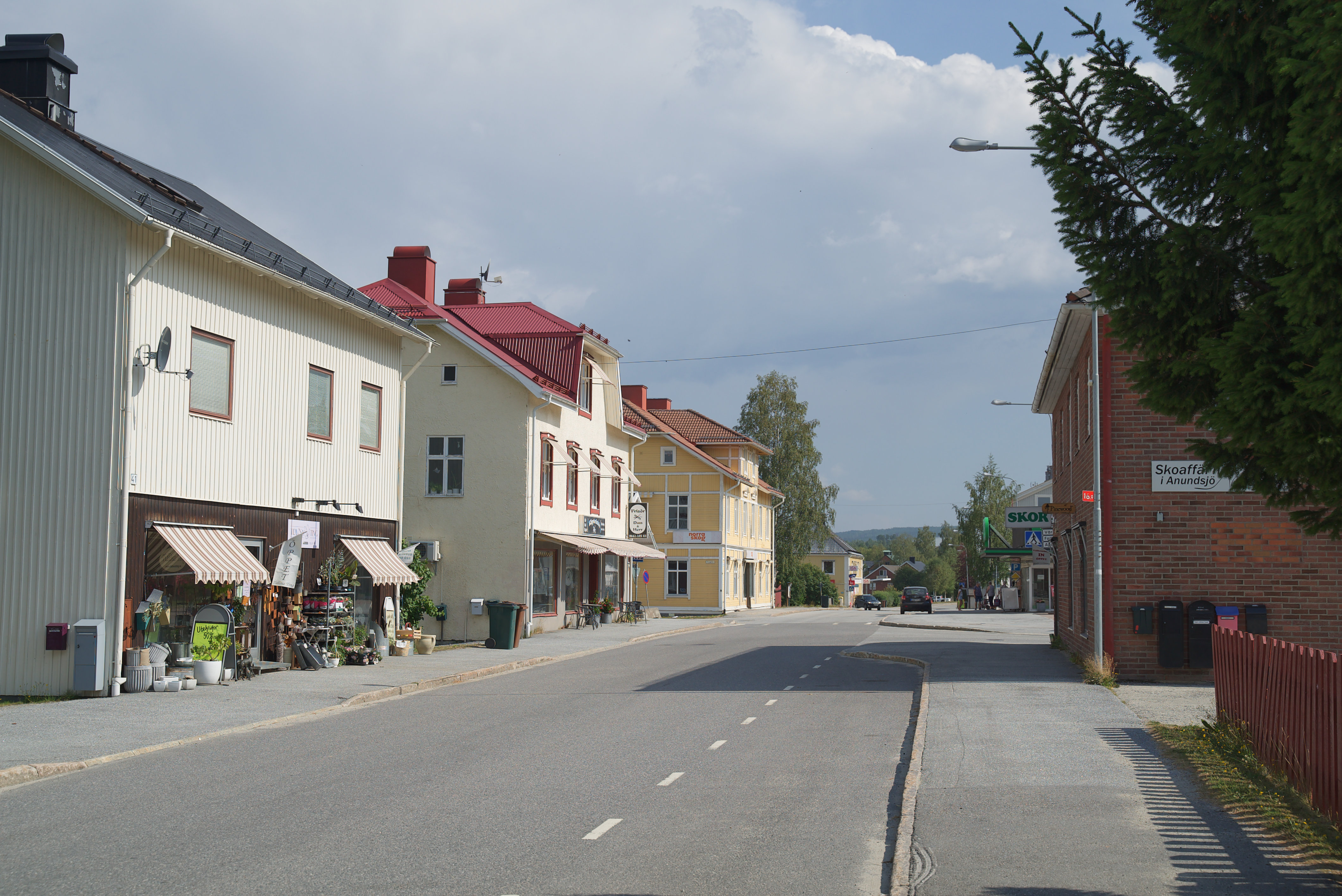
Köpmangatan österut mot Olympiavägen.

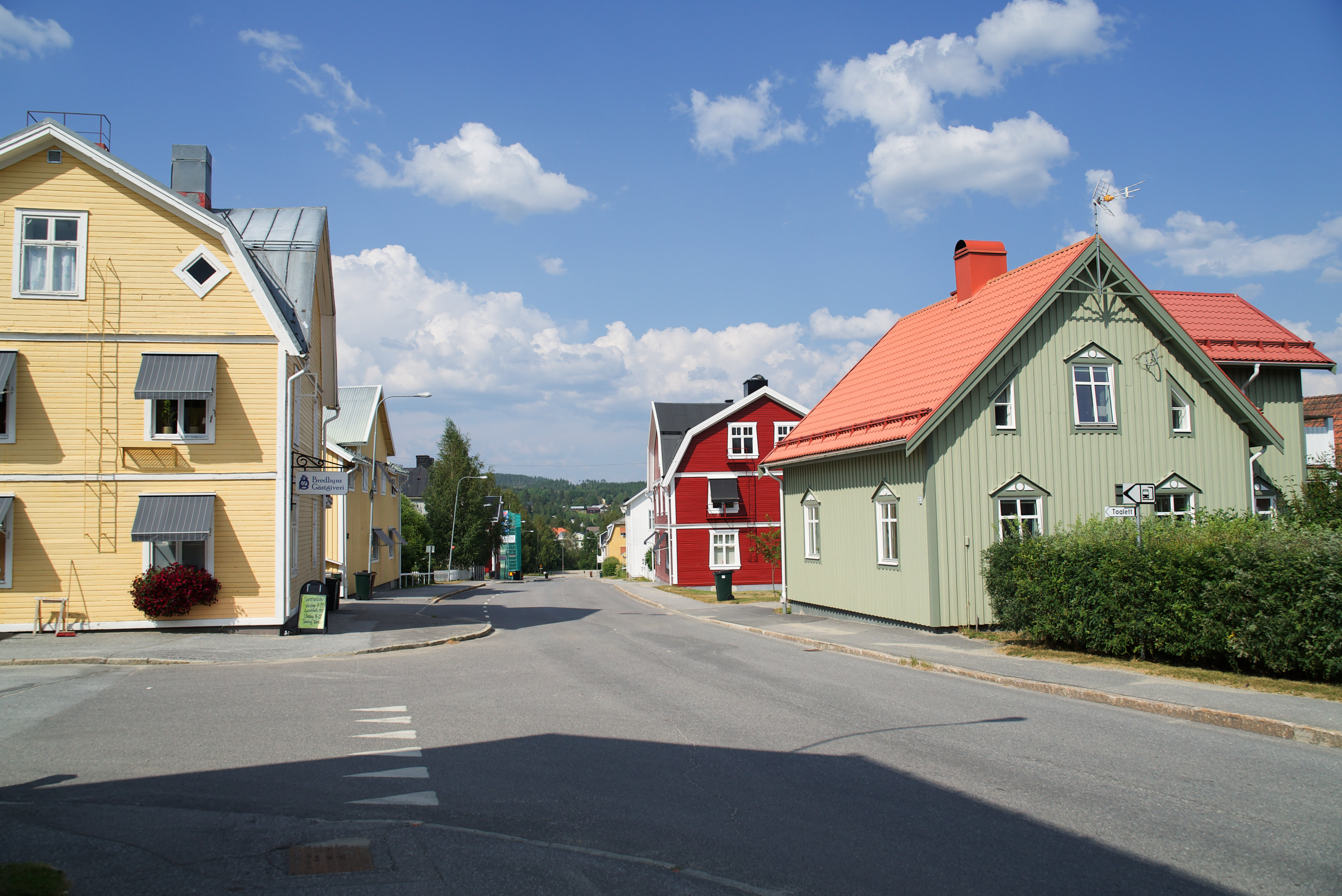
Köpmangatan västerut mot Björkgatan.

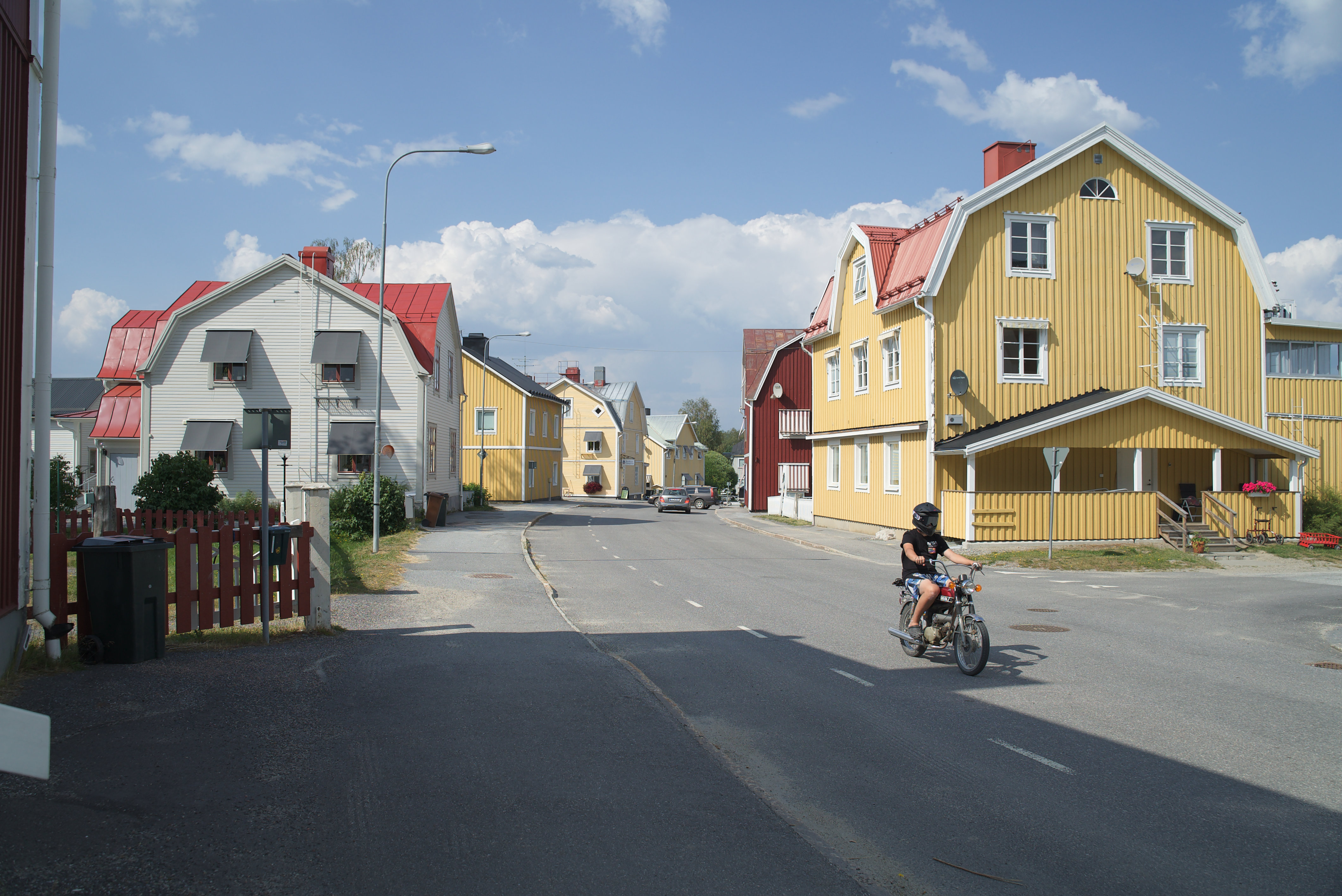
Köpmangatan västerut i höjd med Tjärngatan.

Längs med Köpmangatan finns olika lokaler för handel och service. Där finns även två matbutiker, Coop och Ica Nära. Konsumbutiken har sitt ursprung i Anundsjö konsumtionsförening som inledde sin verksamhet i Bredbyn 1929. Den blev snabbköp 1952 och i december 1971 invigdes en ny modern livsmedelshall. Föreningen uppgick 1971 i Konsumentföreningen Örnsköldsvik (och senare Coop Nord). Konsum blev senare Coop Nära och nyinvigdes år 2018 som enbart Coop.
På andra sidan Anundsjöån ligger byn Fanbyn som delas upp i Västerfanbyn samt Österfanbyn.

### Bankväsende
Hernösands enskilda bank etablerade ett kontor i Bredbyn den 1 juli 1903. Även Ångermanlands folkbank etablerade ett kontor på orten. Båda dessa banker uppgick med tiden i Svenska Handelsbanken. Bredbyn hade även ett sparbankskontor tillhörande Örnsköldsviks sparbank.
Swedbank lade ner kontoret i Bredbyn den 29 november 2018. Våren 2021 stängde även Handelsbanken, varefter orten saknade bankkontor.

## Näringsliv
Större industri och största arbetsgivare på orten är Polarbröd AB, som har bageri i utkanten av Bredbyn. Bageriet har sitt ursprung i Gene Bageri som flyttade till Bredbyn 1974 och köptes av Polarbröd 1997. I juni 2021 invigdes en större utbyggnad av bageriet.

## Kommunikationer
Sagavägen passerar förbi Bredbyn. Bussförbindelser finns till bland annat Örnsköldsvik. Anundsjö station, några kilometer söderut, har tidigare haft person- och godstrafik och var då ortens järnvägsstation.